# Phare de l'île Bass Sud

Le phare de l'île Bass Sud (en anglais : South Bass Island Light), est un phare situé à sur l'île Bass Sud, sur le lac Érié dans le comté d'Ottawa, Ohio. 
Il est inscrit au Registre national des lieux historiques depuis le 5 mai 1990 sous le n°90000473.

## Historique
L'augmentation du trafic touristique vers l'île à la fin des années 1800 a incité le Lighthouse Board à approuver la construction d'un phare en 1893. Le feu devait aider à marquer le passage sud de Sandusky à Toledo, ainsi que plusieurs autres feux à proximité. Le site choisi fut Parker Point, au coin sud-ouest de l'île, en 1895. La construction a été prolongée en raison de l'incapacité des entrepreneurs d'origine à garantir les bons liens, et la lumière n'a été mise en service qu'en 1897. Il s'agit d'une structure atypique pour son époque, une grande maison en briques d'architecture Queen Anne avec une tour de 3 étages construite dans un coin. Ce premier phare fut équipé d'une lentille de Fresnel du quatrième ordre, à l'origine éclairée au pétrole, mais finalement convertie en électricité.
En 1962, la lumière a été désactivée, remplacée par une tour en acier adjacente à l'ancienne maison. L'objectif a été transféré au Musée historique de l'île du lac Érié, où il peut encore être vu. Cinq ans plus tard, la propriété a été déclarée excédentaire. L'état de l'Ohio, qui maintient le Stone Laboratory sur l'Île de Gibraltar à proximité de Put-in-Bay, a vu l'opportunité d'agrandir ses installations et finalement, un acte de demande de renonciation de trente ans a été négocié, et lorsque celui-ci a expiré en 1997, l'université en a pris la possession permanente, à l'exception du phare de remplacement. Une station météorologique automatisée NOAA a été placée sur la propriété en 1983. L'ancien phare est utilisé pour héberger des chercheurs et du personnel universitaires. À partir de l'été 2007, il a également été mis à disposition pour des visites occasionnelles.

## Description
Le phare actuel  est une tour carrée en acier à claire-voie de 21 m de haut, avec une galerie.
Il émet, à une hauteur focale de 22,5 m, une éclat rouge  par période de 6 secondes. Sa portée est de 11 milles nautiques (environ 20 km). Il porte une marque de jour.
Identifiant : ARLHS : USA-769 ; USCG : 7-5530  .

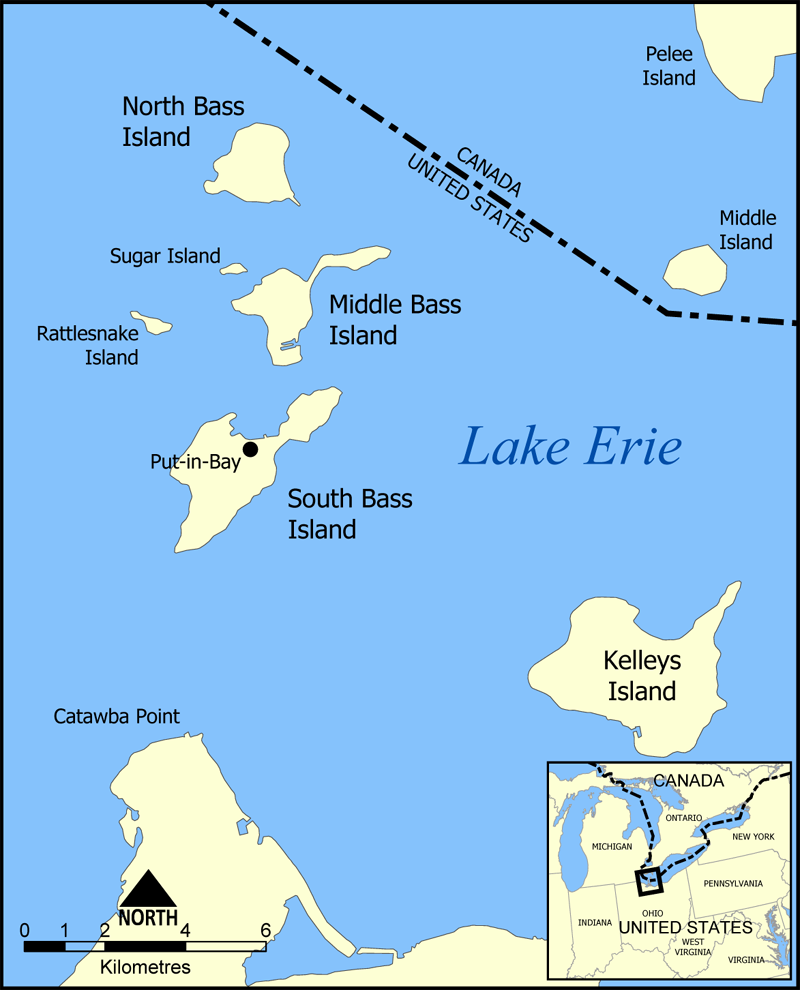
Localisation de South Bass Island
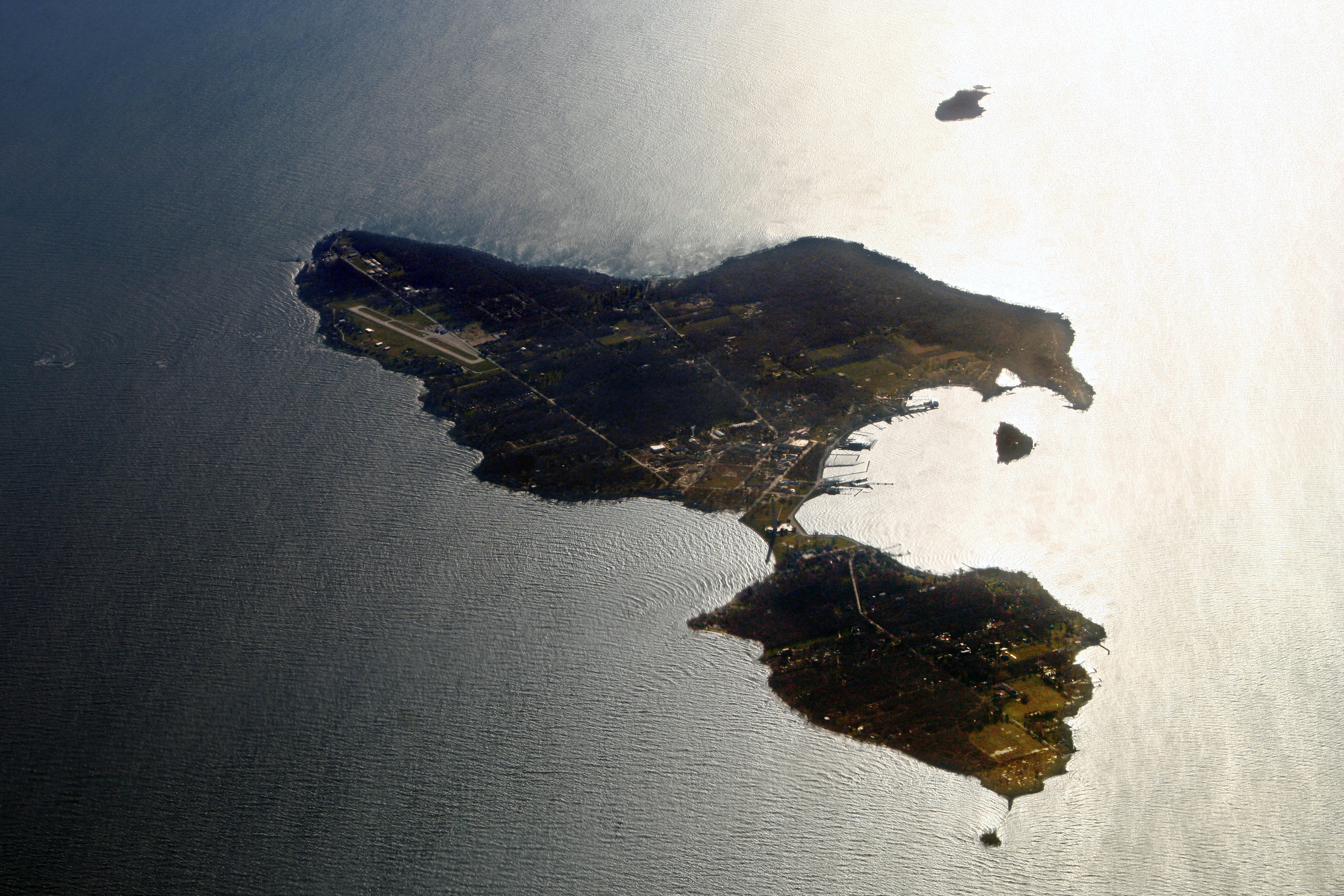
South Bass Island

### Lien connexe
- Liste des phares de l'Ohio